# Scharführer

Pattes de collet de SS-Scharführer

Scharführer (abréviation Scharf) est un grade dans la Schutzstaffel (SS), l'organisation paramilitaire du parti nazi de 1925 à 1945 et un rang dans les Sturmabteilung (SA).
L'origine de ce grade provient de la première Guerre mondiale où il désigne le commandant d'équipes d'assauts.
Il fut utilisé dès 1921 dans les SA et devenu un titre en 1928.
Scharführer fut également repris par les Jeunesses hitlériennes, le Nationalsozialistisches Kraftfahrkorps (NSKK) et le Nationalsozialistisches Fliegerkorps (NSFK).

## Équivalence
- Wehrmacht : Unterfeldwebel (de)
- Armée française : sergent-chef